# Alfred Friedrich Bluntschli

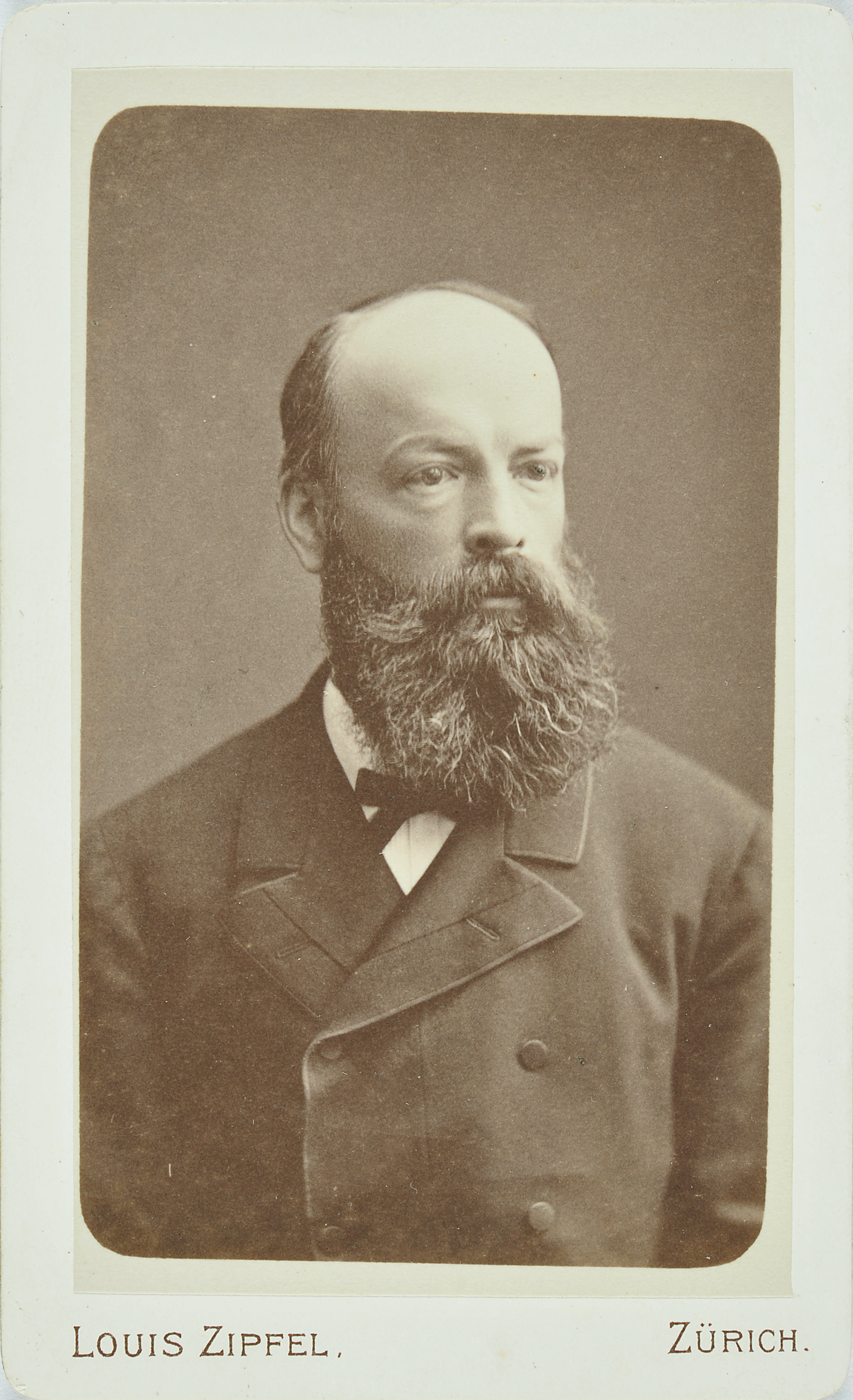
Alfred Friedrich Bluntschli, 1886

Alfred Friedrich Bluntschli (* 29. Januar 1842 in Zürich; † 27. Juli 1930 ebenda) war ein Schweizer Architekt, der ab 1866 in Deutschland und ab 1881 in Zürich arbeitete.

## Leben
Alfred Friedrich Bluntschli war Sohn des Rechtswissenschaftlers Johann Caspar Bluntschli. Zunächst wurde er Schüler Gottfried Sempers in Zürich. Während seines Studiums an dem Zürcher Polytechnikum wurde er Mitglied der Landsmannschaft Teutonia, des späteren Corps Frisia Karlsruhe. 1863 ging er nach Florenz, 1864 nach Paris an die École nationale supérieure des beaux-arts de Paris und 1866 nach Heidelberg.

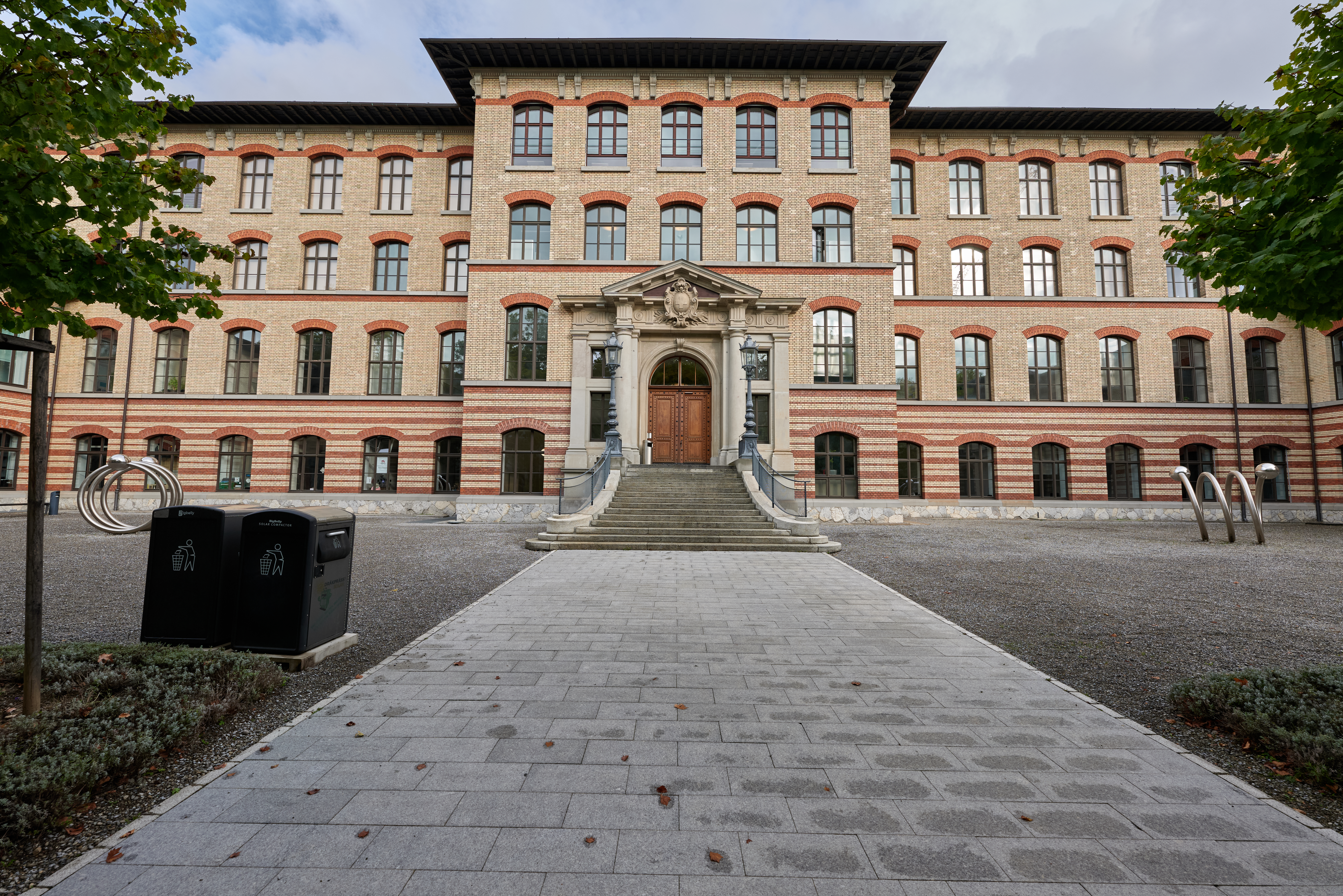
Chemiegebäude, auch CAB-Gebäude, chemische Laboratorien der ETH Zürich, 1884

Denkmal für Gottfried Semper in der ETH Zürich von Alfred Bluntschli und Richard Kissling, 1887

Mit Karl Jonas Mylius hatte er in Frankfurt am Main 1870 bis 1881 eine erfolgreiche Bürogemeinschaft, die unter anderem 1876 den Architekturwettbewerb um den Neubau des Hamburger Rathauses gewann. Der geplante Bau wurde allerdings nicht realisiert. 1876 erbauten Bluntschli und Mylius in Frankfurt das Hotel Frankfurter Hof. Ausserdem wurde ihre Planung für den Wiener Zentralfriedhof verwirklicht, an dessen Westrand die Mylius-Bluntschli-Straße bis heute an beide erinnert.

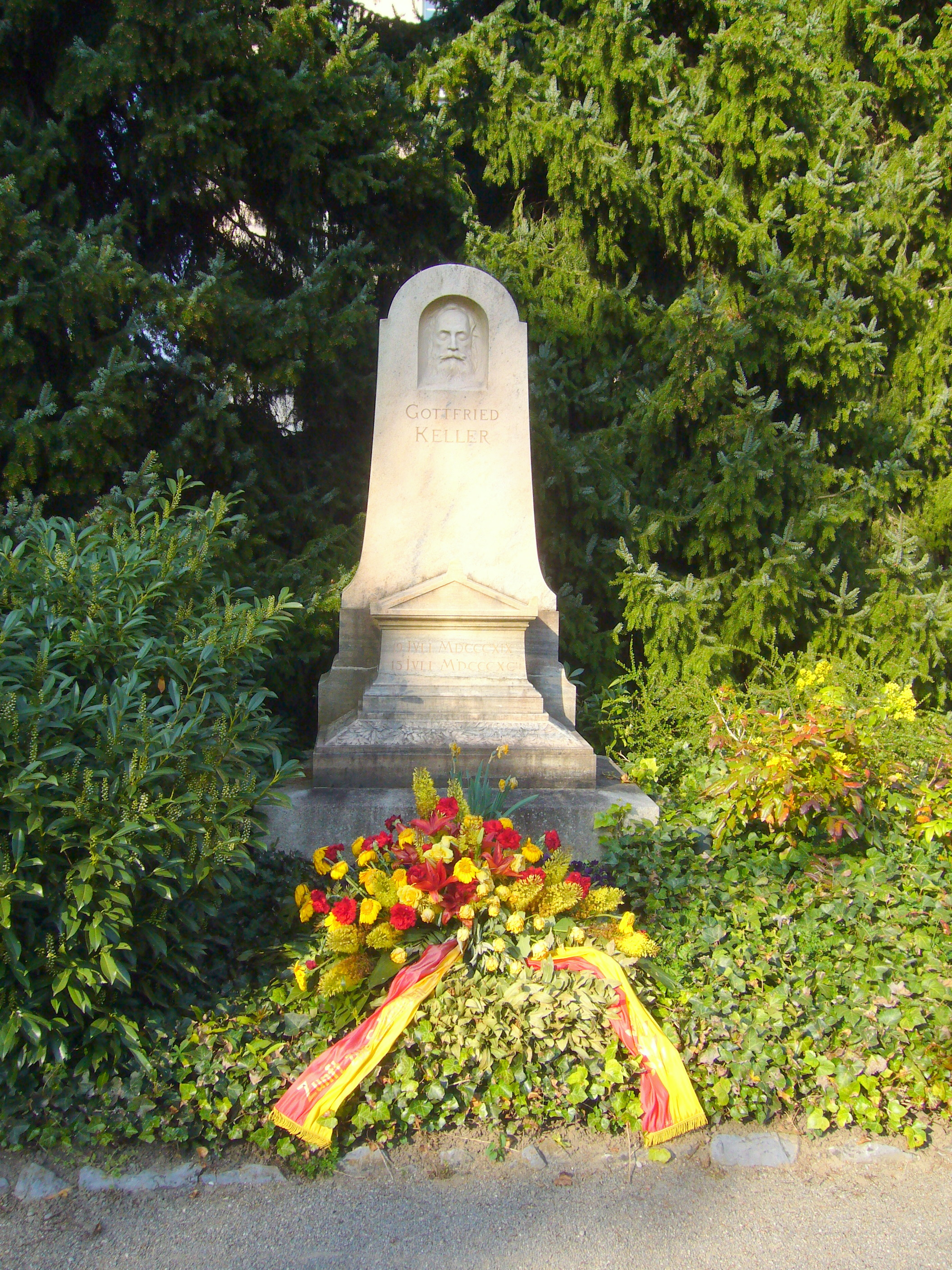
Grab von Gottfried Keller auf dem Zürcher Friedhof Sihlfeld, Grabmal von Alfred Friedrich Bluntschli konzipiert, Antlitz von Richard Kissling nach der von ihm erstellten Totenmaske

Bluntschli war Erbauer von zahlreichen Prachtbauten und Schlössern. Von 1881 bis 1914 war er als Nachfolger Sempers Professor an der Bauschule des Polytechnikum (heute: ETH) in Zürich. In Zürich ist unter vielen anderen Bauten die reformierte Kirche Enge.

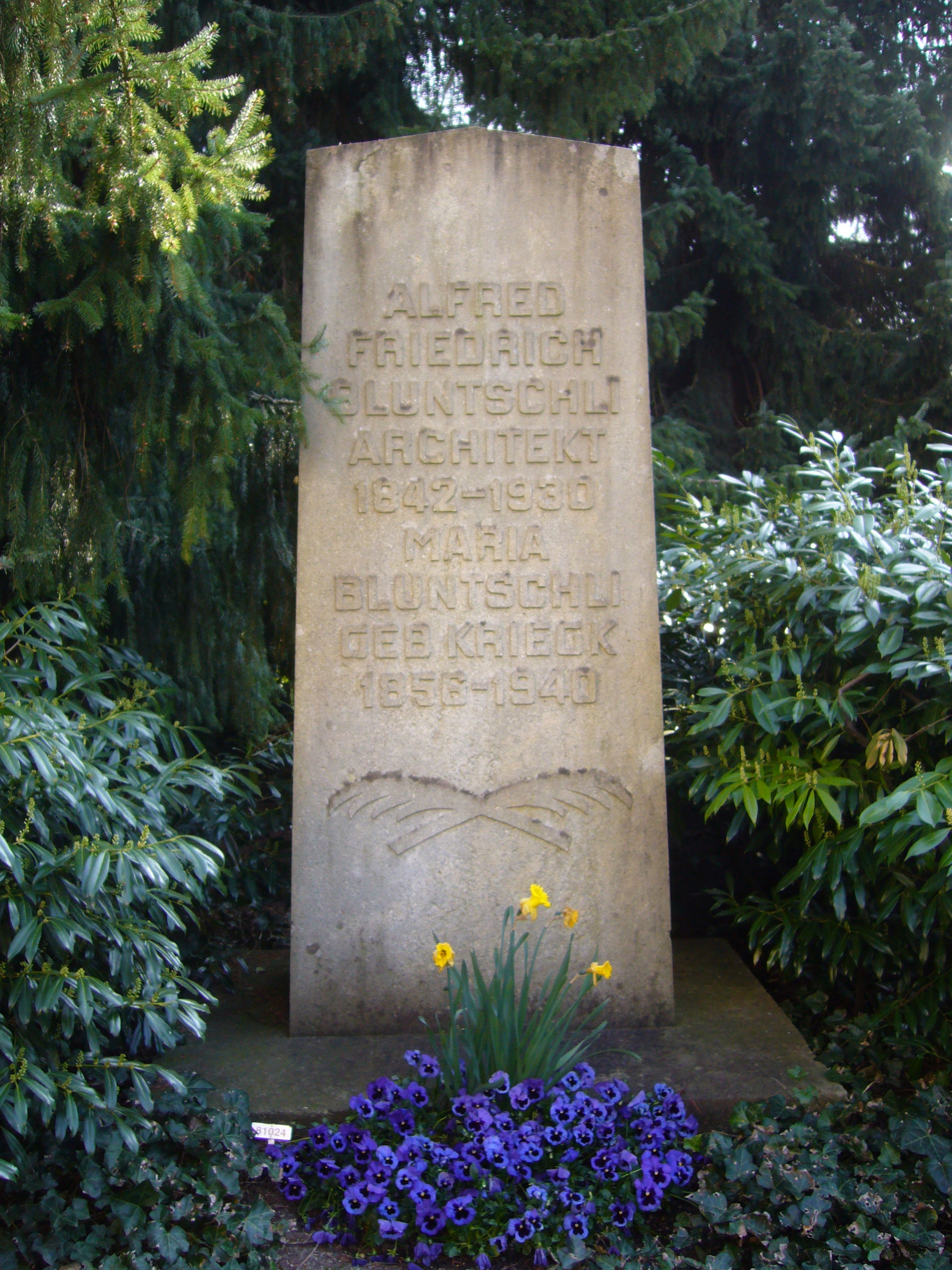
Grab Bluntschlis, Friedhof Sihlfeld, Zürich

Bluntschlis Grab und das seiner Frau Maria befindet sich auf dem Friedhof Sihlfeld.

## Arbeiten und Entwürfe
- 1866–1870: Wohnhaus Johann Casper Bluntschli, Heidelberg (Deutschland), heute Verbindungshaus der Studentenverbindung VDSt Heidelberg.
- 1872–1873: Bankhaus Goldschmitt, Frankfurt am Main (Deutschland)
- 1873–1874: Hotel Frankfurter Hof, Frankfurt am Main (Deutschland)
- 1874: Wiener Zentralfriedhof, eröffnet 1874, Wien (Österreich)
- 1874–1876: Schloss Rauischholzhausen, Ebsdorfergrund-Rauischholzhausen (Deutschland)
- 1882: Wohnhaus der Familie v. Heyl (sog. Heylshof), Worms (Deutschland)
- 1884 Chemiegebäude des Eidgenössischen Polytechnikums, Zürich (mit Georg Lasius)
- 1884: Entwurf einer Büste im Gedenken für Karl Culmann (1821–1881), ausgeführt durch Richard Kissling (1848–1919)
- 1884: Gebäude der Mannheimer Versicherung, Mannheim (Deutschland)
- 1886–1887: Villa Bleuler, Zürich (ab 1993 Sitz Schweizerisches Institut für Kunstwissenschaft)
- 1886–1888: Villa Rieter und Umbau Villa Schönberg, Zürich-Enge
- 1886–1890: Physikbau des Eidgenössischen Polytechnikums, Zürich (mit Georg Lasius)
- 1892–1894: Kirche Enge, Zürich-Enge
- 1911–1915: Umbau Kirche Neumünster, Zürich

## Galerie

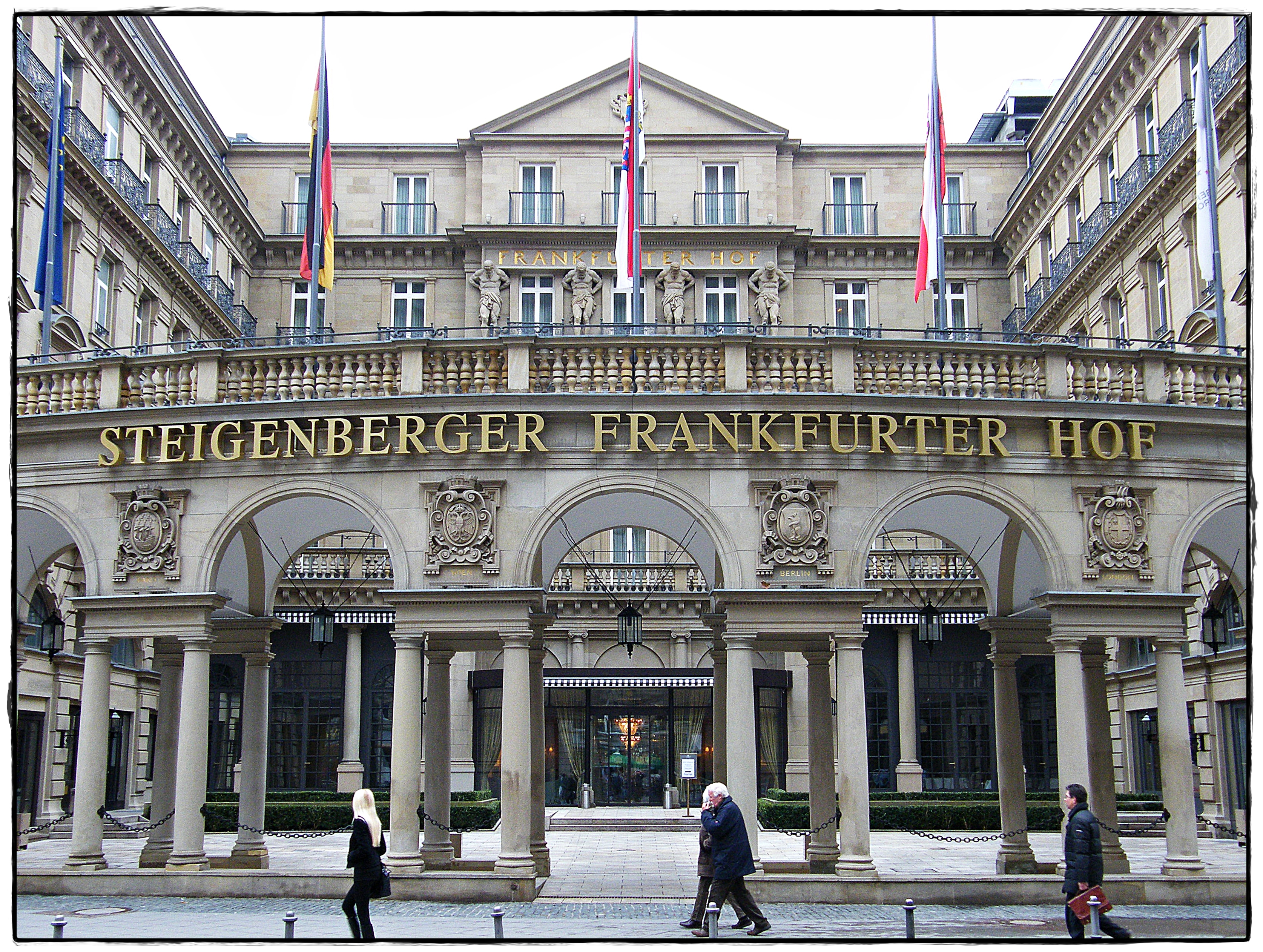
Hotel Frankfurter Hof, 1873–1874
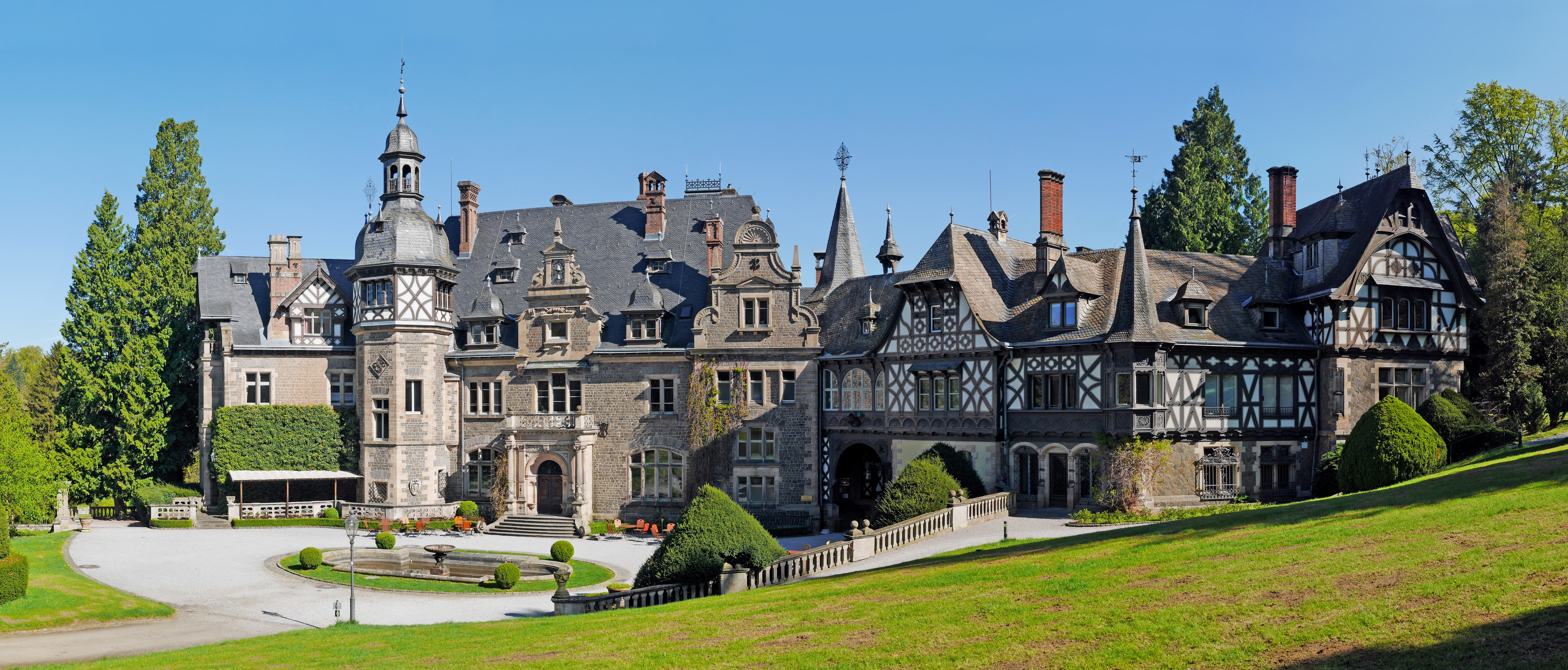
Schloss Rauischholzhausen, 1874–1876
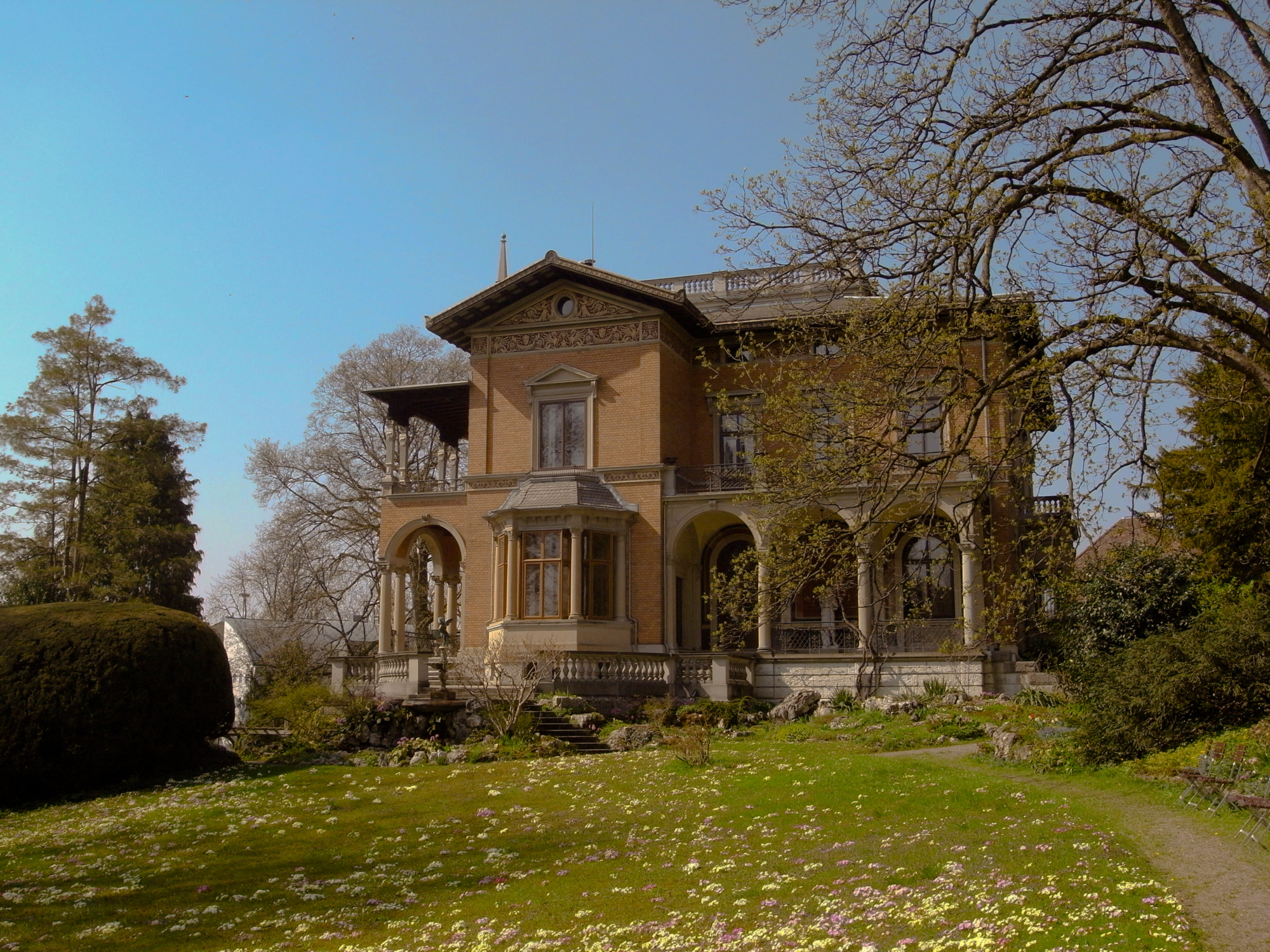
Villa Bleuler, Zürich, 1886–1887
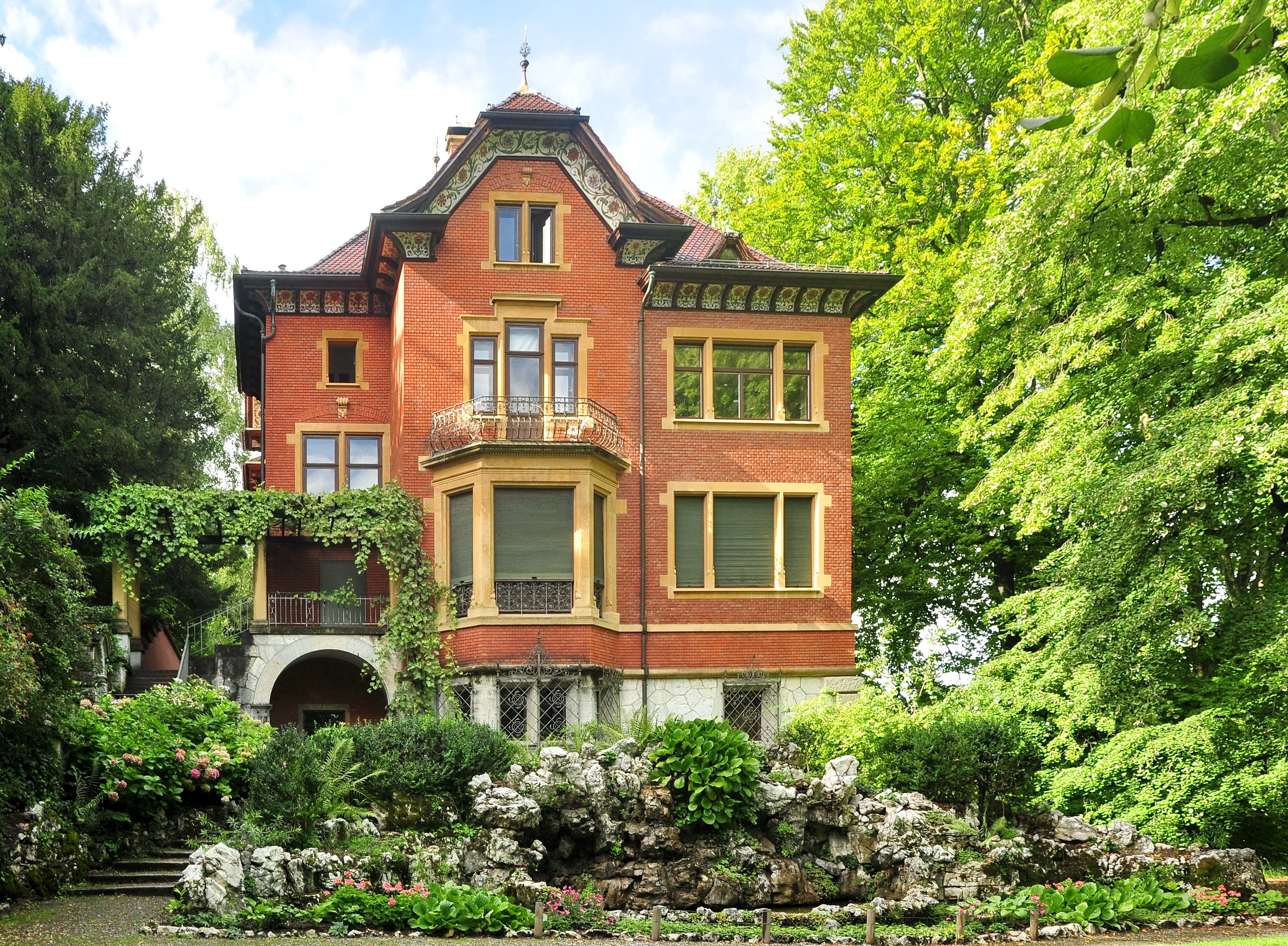
Villa Rieter, Zürich-Enge, 1886–1888
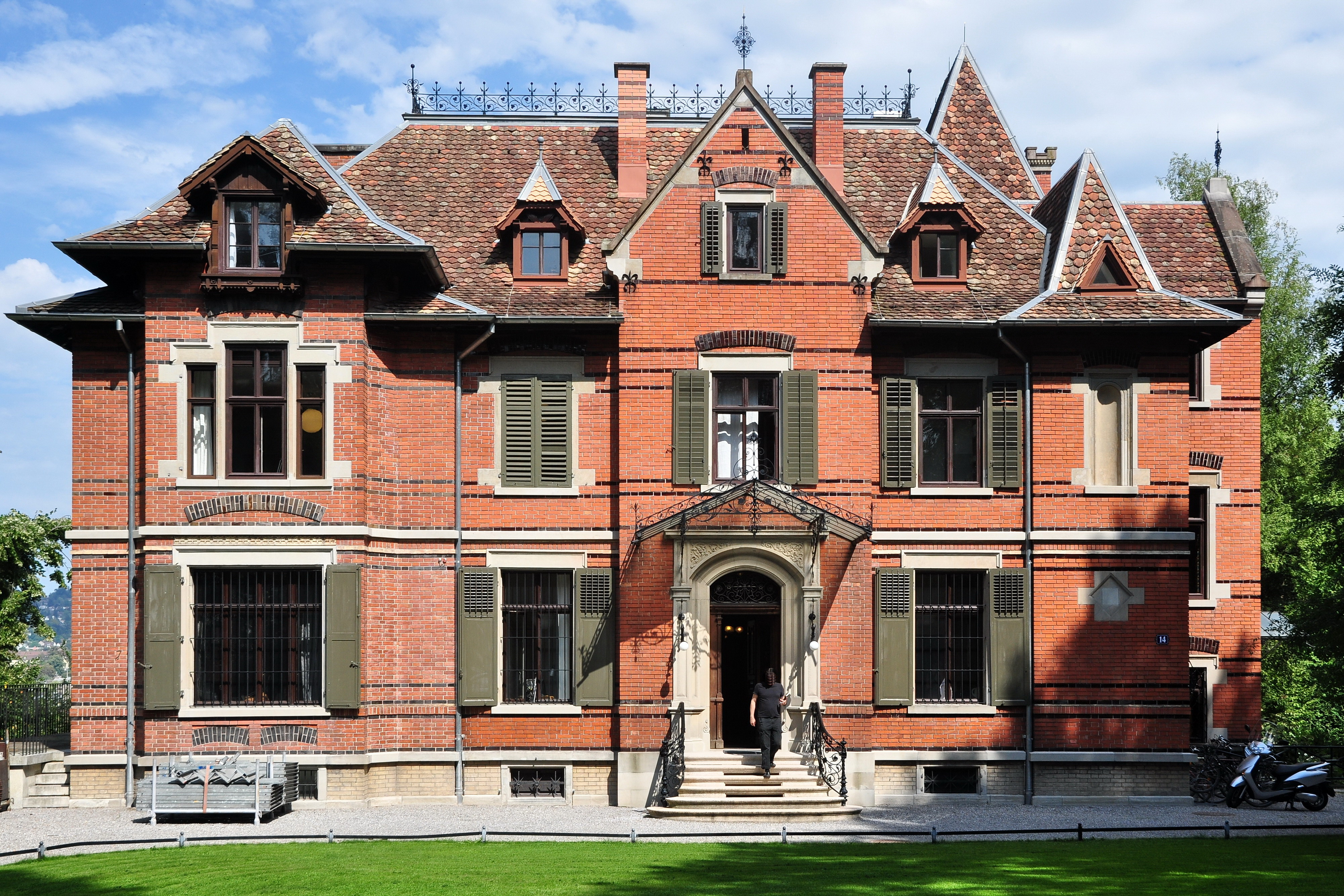
Villa Schönberg, Zürich-Enge, 1886–1888
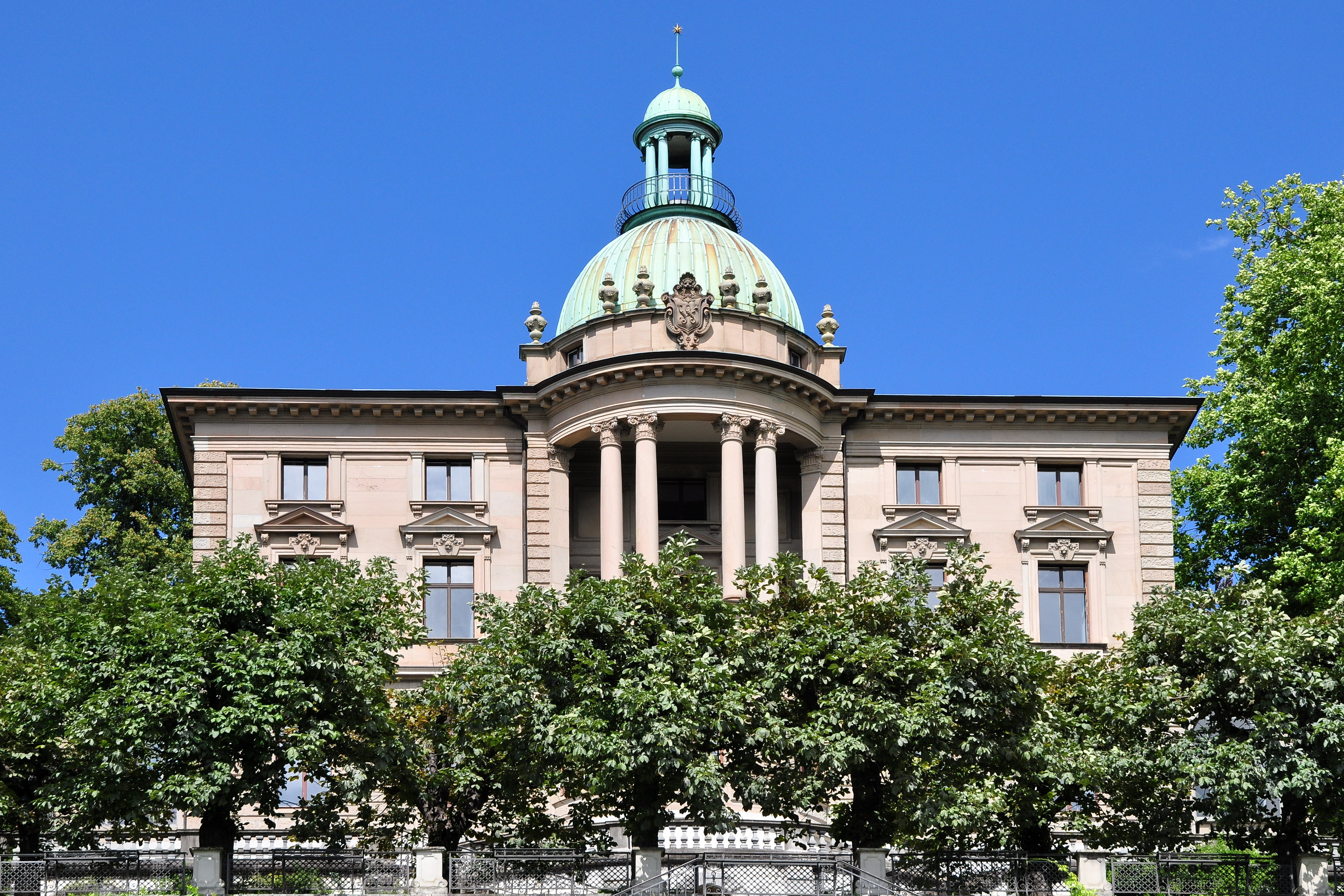
Villa Wegmann, Zürich-Hottingen, 1887–1889
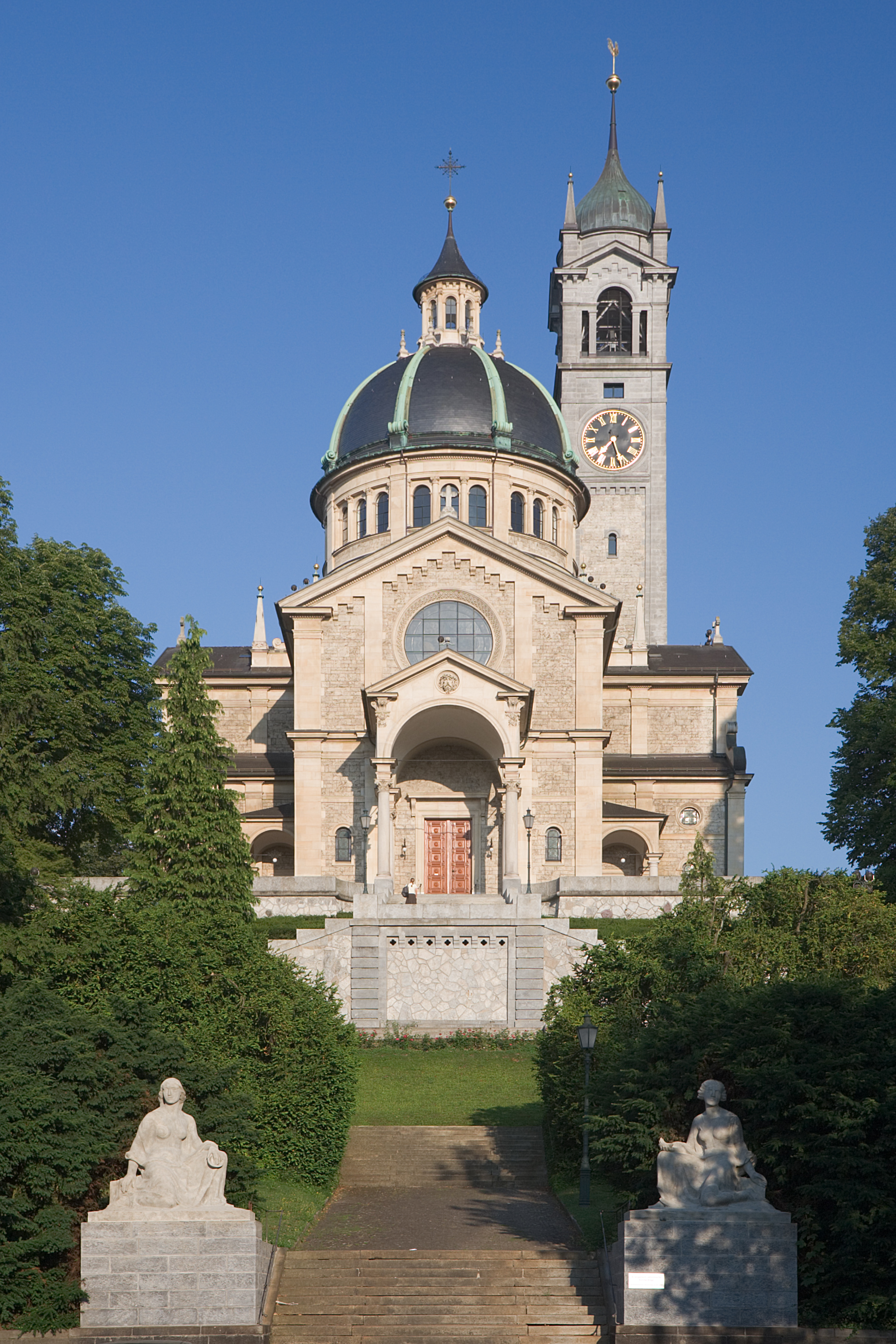
Kirche Enge von Osten, Zürich-Enge, 1892–1894
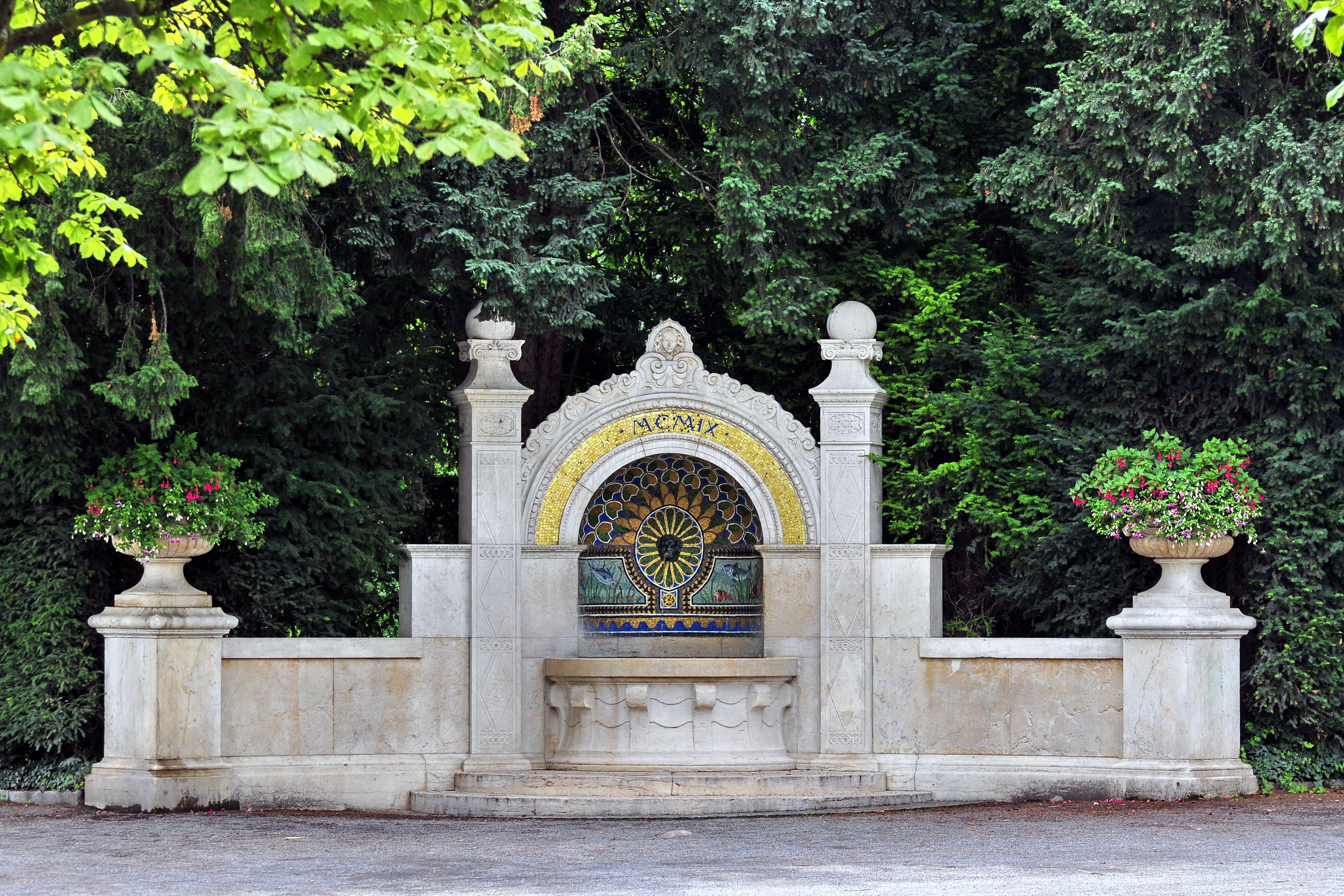
Bluntschlibrunnen, General-Guisan Quasi, Eingang Arboretum, 1909
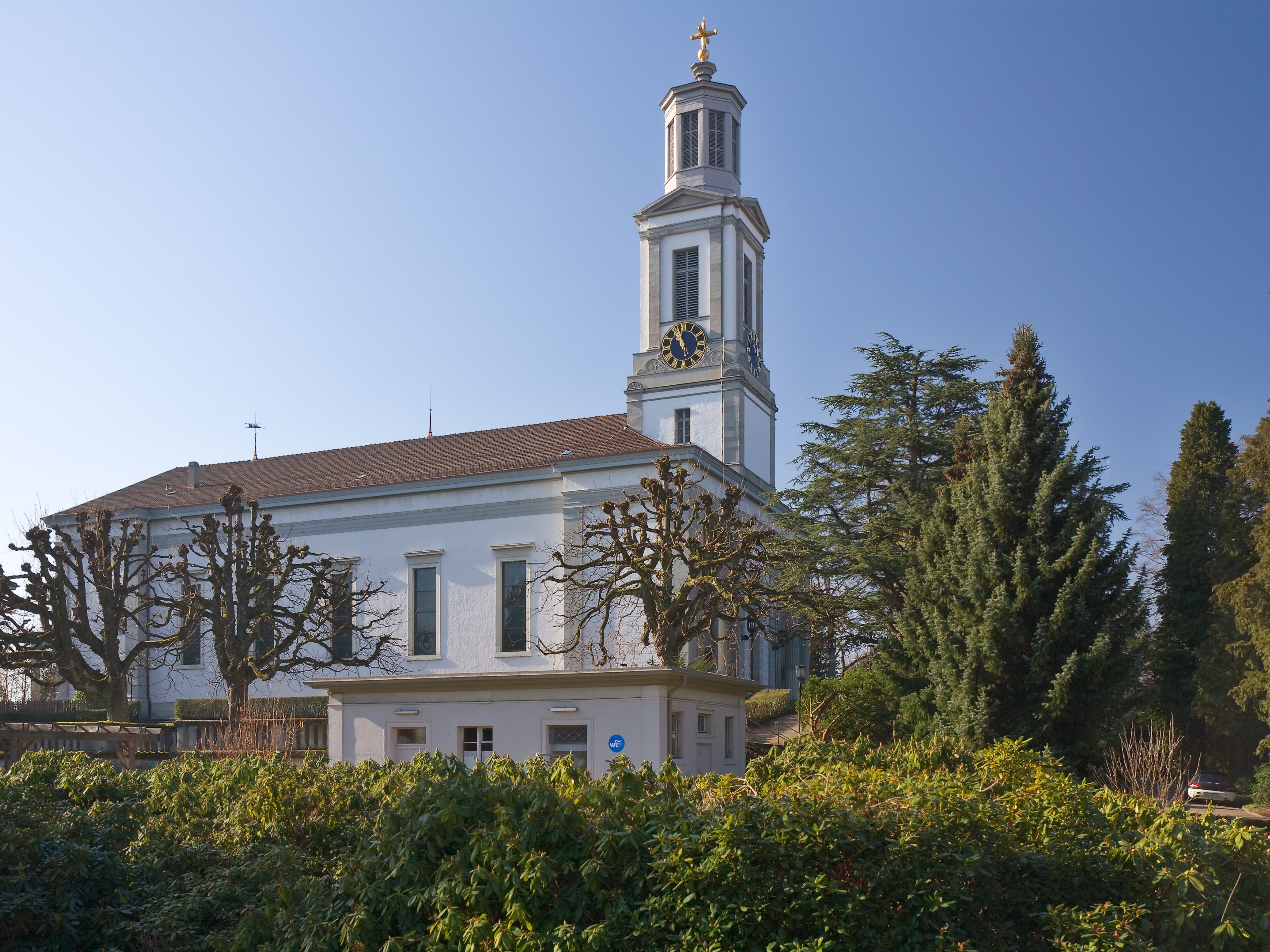
Zürcher Neumünsterkirche, umgebaut von Bluntschli, 1911–1915

## Schriften
- Mit Georg Lasius: Stadt- und Rathauser. In: Handbuch der Architektur. IV. Teil, 7. Halbband, 2. Auflage. Stuttgart 1900, S. 3–145 (Digitalisat).